# Kongsberg Jazzfestival
Kongsberg Jazzfestival ist ein Musikfestival, das seit 1964 jährlich in Kongsberg (Buskerud) stattfindet und dabei einen starken Fokus auf Jazz hat. Es ist neben den Jazzfestivals von Oslo und Molde das wichtigste norwegische Jazzfestival. Es findet Anfang Juli statt.
Das Festival wurde ursprünglich vom Jazzclub Jazz Evidence organisiert, hat sich aber schnell verselbständigt. Heute ist das Festival als Stiftung organisiert. Beim Kongsberg Jazzfestival sind auch Free Jazz sowie andere Richtungen der improvisierten Musik vertreten.
Beim Kongsberg Jazzfestival 2018 wurden 38.000 Eintrittskarten verkauft, das ist zugleich der bisherige Besucherrekord. Die Hälfte entfiel auf zwei Großveranstaltungen, der Rest auf mehr oder weniger ausverkaufte Clubkonzerte.

## DnB NOR-prisen
In Zusammenarbeit mit der bank DnB NOR wird ein Preis von 100.000 Kronen (ca. 12.500 €)  (2011 - 300.000 Kronen) an den herausragendsten norwegischen Jazzkünstler des Jahres vergeben. 
Bisherige Preisträger sind:
- Eirik Hegdal 2018
- Marius Neset 2017
- Susanna Wallumrød 2016
- Ellen Andrea Wang 2015
- Mathias Eick 2014
- Håkon Mjåset Johansen 2013
- Ola Kvernberg 2012
- Arve Henriksen 2011
- Maria Kannegaard 2010
- Ole Morten Vågan 2009
- Helge Lien 2008
- Morten Qvenild 2007
- Håvard Wiik 2006
- Solveig Slettahjell 2005
- Ingebrigt Håker Flaten 2004
- Live Maria Roggen 2003
- Håkon Kornstad Trio (Håkon Kornstad, Paal Nilssen-Love und Mats Eilertsen) 2002
- Christian Wallumrød 2001
- Petter Wettre 2000
- Audun Kleive 1999
- Sidsel Endresen 1998
- Bugge Wesseltoft 1997
- Nils Petter Molvær 1996

## Internationale Teilnehmer
An nicht-skandinavischen Jazzmusikern traten hier u. a. John Scofield, Bill Frisell, Don Cherry, Ornette Coleman, Cecil Taylor, Sonny Rollins, Herbie Mann, Diana Krall, Elvin Jones, Bill Evans (1970), Betty Carter, Stan Getz, Sonny Stitt, Dianne Reeves, McCoy Tyner, Michel Petrucciani, Carla Bley, Roland Kirk, Yusef Lateef, Dollar Brand, Charles Mingus, Brad Mehldau, John Zorn, Bobby McFerrin und gleich am Anfang 1965 Krzysztof Komeda auf.